# Sphingius elongatus
Espèce
Sphingius elongatus est une espèce d'araignées aranéomorphes de la famille des Liocranidae.

## Distribution
Cette espèce est endémique de Thaïlande. Elle se rencontre dans les provinces de Prachuap Khiri Khan et de Ranong.

## Description
Le mâle holotype mesure 3,76 mm et la femelle paratype 4,02 mm.

## Publication originale
- Dankittipakul, Tavano & Singtripop, 2011 : Neotype designation for Sphingius thecatus Thorell, 1890, synonymies, new records and descriptions of six new species from southeast Asia (Araneae, Liocranidae). Zootaxa, no 3066, p. 1-20.